# Satiate
Satiate é o primeiro álbum de estúdio da banda de Punk Rock Avail. Satiate foi lançado originalmente em LP na Catheter-Assembly Records, em seguida, re-lançado na Old Glory Records no mesmo ano. Em 1994, Lookout! Records lançou o álbum em CD com duas faixas adicionais.
| Críticas profissionais                                                      | Críticas profissionais |
| Avaliações da crítica                                                       | Avaliações da crítica  |
| Fonte                                                                       | Avaliação              |
| --------------------------------------------------------------------------- | ---------------------- |
| Allmusic                                                                    | [ 1 ]                  |
| Esta tabela precisa de ser acompanhada por texto em prosa. Consulte o guia. |                        |

## Faixas
| N.º            | Título                                         | Duração |  |
| 1.             | "March"                                        | 3:20    |  |
| 2.             | "All About It"                                 | 1:27    |  |
| 3.             | "Forgotten"                                    | 2:56    |  |
| 4.             | "Bob's Crew"                                   | 2:15    |  |
| 5.             | "Observations"                                 | 1:09    |  |
| 6.             | "Upward Grind"                                 | 4:13    |  |
| 7.             | "Stride"                                       | 2:54    |  |
| 8.             | "Timeframe"                                    | 2:35    |  |
| 9.             | "Pinned Up"                                    | 3:00    |  |
| 10.            | "Predictable"                                  | 1:21    |  |
| 11.            | "Twisted"                                      | 5:26    |  |
| 12.            | "Hope"                                         | 1:43    |  |
| 13.            | "Connection" (Faixa adicional lançada em 1994) | 3:35    |  |
| 14.            | "Mr. Morgan" (Faixa adicional lançada em 1994) | 3:00    |  |
| Duração total: | Duração total:                                 | 38:52   |  |